# Nadja Robiné
Nadja Robiné (* 2. August 1980 in Leipzig) ist eine deutsche Schauspielerin, Dozentin und Sprecherin.

## Leben
Aufgewachsen in Leipzig, absolvierte Robiné von 2000 bis 2004 eine Ausbildung an der Hochschule für Musik und Theater in Rostock. Zusammen mit ihrer Klasse gewann sie den Max-Reinhardt-Preis beim Treffen deutschsprachiger Schauspielschulen in Graz mit der Produktion „Viktor oder Kinder an die Macht“ von Roger Vitrac (Regie: U. Hoch). Während des vierten Studienjahres war sie am Mecklenburgischen Staatstheater Schwerin engagiert. Direkt anschließend an ihre Ausbildung erhielt sie ihre erste Serienrolle in der 1. deutschsprachigen Telenovela „Bianca – Wege zum Glück“, einer Produktion des ZDF in der Rolle der Denise Richter. Von 2005 bis 2010 war sie als festes Ensemblemitglied unter der Intendanz von Anselm Weber am Schauspiel Essen. Dort arbeitete sie unter anderem mit den Regisseuren David Bösch, Roger Vontobel, Cilli Drexel und Anselm Weber. 2008 wurde sie mit dem Aalto-Bühnenpreis für junge Künstler geehrt. Mit dem Wechsel Webers zu Beginn der Spielzeit 2010/2011 zum Schauspielhaus Bochum wirkte sie dort und arbeitete z. B. mit Fadhel Jaibi und Katharina Thalbach. 2011 gewann sie den Bochumer Theaterpreis. Seit der Spielzeit 2013/14 ist sie am Deutschen Nationaltheater und Staatskapelle Weimar fest engagiert.

## Filmografie (Auswahl)
- 2018 – Medvetna – Kinofilm (Regie: Moritz Gessner)
- 2017 – Der Entschleuniger – Kurzfilm (Regie: Sebastian Richter – Rolle: Vanessa Knäbchen)
- 2014 – Heiter bis Tödlich – Akte Ex (ARD – TV-Serie – Episodenrolle)
- 2011 – Countdown – Die Jagd beginnt (RTL – TV-Serie – Regie: diverse – Rolle: Regina Oswald)
- 2009 – Kommissar Stolberg (ZDF – Regie: Michael Schneider – Folge: Vier Affen)
- 2008 – Liebe, Babys und ein großes Herz – Neue Wege (ZDF – TV-Film – Regie: John Delbridge – Rolle: Pia Grandl)
- 2008 – SOKO Köln (ZDF – TV-Serie – Regie: diverse – Rolle: Melanie Stein)
- 2007 – Gegenüber (Kinofilm – Regie: Jan Bonny – Rolle: Freundin)
- 2004/5 – Bianca – Wege zum Glück (ZDF – Telenovela – Regie: diverse – Rolle: Denise Richter)
- 2004 – Das Gespenst von Canterville (SAT1 – TV-Film – Regie: Isabel Kleeberg)
- 2003 – Schneewittchen oder der Mord in Brüssel (Dokufiction – Rolle: Schneewittchen)

## Theater (Auswahl)
seit 2013 Deutsches Nationaltheater Weimar:
- Die Ehe der Maria Braun (Rainer Werner Fassbinder) – Maria Braun – Regie: Hasko Weber
- Am Boden (George Brant) – die Pilotin – Regie: Sebastian Kowski
- Wie es euch gefällt (William Shakespeare) – Rosalund – Regie: Christian Weise
- Sommernachtstraum (William Shakespeare) – Titania – Regie: Jan Neumann
- Maria Stuart (Friedrich Schiller) – Elisabeth – Regie: Markus Bothe
- Frau Paula Trousseau (Christoph Hein) – Frau Paula Trousseau – Regie Enrico Stolzenburg
- Mutti (Juli Zeh) – Mutti (Angela Merkel) – Regie: Hasko Weber

2010–2013 Bochumer Schauspielhaus:
- Cyrano de Bergerac (Edmond Rostand) – Roxane – Regie: Katharina Thalbach
- Medea (Euripides) – Medea – Regie: Fadhel Jaibi
- Faust 1 und 2 (Goethe) – Mephisto – Regie: Mahir Günsiray
- Orlando (Virginia Woolf) – Orlando – Regie: Nadja Robiné

2005–2010 Schauspiel Essen:
- Blick zurück im Zorn (John Osborn) – Alison Porter – Regie: Heike M. Götze
- Krankheit der Jugend (Ferdinand Bruckner) – Marie – Regie: Nuran Calis
- Die Orestie (Aischylos) – Kassandra – Regie: Roger Vontobel
- Effi Briest (Theodor Fontane) – Effi Briest – Regie: Cilli Drexel
- Woyzeck (Georg Büchner) – Marie – Regie: David Bösch
- Emilia Galotti (G.E. Lessing) – Emilia Galotti – Regie: Matthias Kaschig
- Die Räuber (Friedrich Schiller) – Amalia – Regie: Anette Pullen
- Othello (William Shakespeare) – Desdemona – Regie: Anselm Weber
- Ein Sommernachtstraum (William Shakespeare) – Helena – Regie: David Bösch

2003–2004 Mecklenburgisches Staatstheater Schwerin:
- Die Möwe (Anton Tschechow) – Mascha – Regie: Peter Dehler
- Love Search: Der Streit (Marivaux) – Eglé – Regie: Markus Wünsch
- Rocky Horror Show – Janet – Regie: Ralph Reichel
- Schneewittchen (Gebrüder Grimm) – Schneewittchen – Regie: Peter Dehler
- 2005/06 – Leonce und Lena (Laura) – Schauspiel Essen
- 2005/06 – Acht Frauen (Susanne) – Schauspiel Essen
- 2005/06 – Die Nibelungen (Gudrun) – Schauspiel Essen
- 2005/06 – Die Räuber (Amalia) – Schauspiel Essen
- 2006/07 – Othello (Desdemona) – Schauspiel Essen
- 2006/07 – Das Leben ist ein Traum (Estrella) – Schauspiel Essen
- 2006/07 – Emilia Galotti (Emilia Galotti) – Schauspiel Essen
- 2006/07 – Der Tod und das Mädchen: Prinzessinnendramen I-III (Schneewittchen und Rosamunde) – Schauspiel Essen
- 2007/08 – Woyzeck (Marie) – Schauspiel Essen
- 2007/08 – Anatomie Titus Fall of Rome (Lavinia) – Schauspiel Essen
- 2008/09 – Effi Briest (Effi) – Schauspiel Essen
- 2008/09 – Die Orestie (Kassandra) – Schauspiel Essen
- 2008/09 – Krankheit der Jugend (Marie) – Schauspiel Essen
- 2009/10 – Blick zurück im Zorn (Alison Porter) – Schauspiel Essen
- 2009/10 – Transit (Marie) – Schauspiel Essen2009/10 – Orlando (Orlando) – Schauspiel Essen 2010/11 – Medea (Medea) – Schauspielhaus Bochum

## Auszeichnungen
- Schauspielschultreffen Graz 2003 · Max-Reinhard-Preis & Regine-Lutz-Preis · Viktor oder Die Kinder an der Macht · Studioinszenierung der Hochschule für Musik und Theater Rostock · Regie: Uli Hoch
- Aalto-Bühnenpreis für junge Künstler 2008 · Auszeichnung des Freundeskreises Theater und Philharmonie e.V.[2]
- Bochumer Theaterpreis 2011[3]